# Giovanni Battista Alfieri di Cortemilia
Giovanni Battista Pellegrino Alfieri di Cortemilia (Asti, 15 gennaio 1697 – Cagliari, 1º aprile 1763) è stato un generale e politico del Regno di Sardegna, ufficiale veterano della guerra di successione austriaca. Tra il 1762 e il 1763 ricoprì la carica di Viceré, Luogotenente e Capitano generale del Regno di Sardegna. Fu zio e tutore di Vittorio Alfieri.

## Biografia
Nacque ad Asti il 15 gennaio 1697, figlio di Gaspare Emanuele Alfieri di Cortemilia (morto nel 1722) e Giulia Cambiano. Suo fratello maggiore Antonio Amedeo (1695-1749) era il padre di Vittorio Alfieri, di cui in seguito egli divenne tutore. Figlio secondogenito fu destinato alla carriera militare come ufficiale di fanteria. Promosso maggiore del Reggimento di fanteria provinciale "Mondovì" il 28 aprile 1739, si distinse durante la guerra di successione austriaca. Il 7 gennaio 1742 passò in forza al Reggimento di fanteria provinciale di Vercelli. Il 15 marzo 1744 fu promosso tenente colonnello i forza al Reggimento di fanteria provinciale "Mondovì". All’inizio delle operazioni belliche del 1745 effettuò una riuscita incursione contro le basi logistiche di Ventimiglia dei corpi francesi del Mirepoix e del Lautrec, saccheggiando quanto possibile e distruggendo il rimanente. Per questo fatto il 22 giugno dello stesso anno fu promosso al grado di colonnello comandante del Reggimento di fanteria provinciale "Mondovì". Il 14 ottobre successivo assunse il comando delle forze armate piemontesi stanziate in Val di Susa, sostituendo il Comm. De Rossi. Il 20 aprile 1754 fu trasferito al comando del Reggimento di fanteria d’ordinanza nazionale "La Regina", passando, il 31 agosto 1755, al Reggimento di fanteria d’ordinanza nazionale "Fucilieri".
Il 27 febbraio 1757 ottenne la promozione a maggior generale di fanteria, e il 1º settembre dell’anno successivo fu nominato governatore di Cuneo. Il 13 gennaio 1761 fu elevato al rango di luogotenente generale. Il 6 maggio 1762 fu nominato Viceré, Luogotenente e Capitano generale del Regno di Sardegna, arrivando a Cagliari il 9 giugno dello stesso anno. Si spense improvvisamente a Cagliari il 1º aprile 1763, e la salma fu tumulata nella cattedrale della città.

### Annotazioni
1. ↑  Disse di lui il nipote Vittorio Alfieri: Egli era un uomo stimabile per la sua rettitudine e coraggio: aveva militato con distinzione; aveva un carattere scolpito e fortissimo e le qualità necessarie al ben comandare. Ebbe anche fama di molto ingegno, alquanto però soffocato da una erudizione disordinata, copiosa e loquacissima, spettante la storia sì moderna che antica.

### Fonti
1. 1 2 3 4  Ilari, Shamà 2008, p. 17.
2. 1 2 3 4 5 6 7 8 9 10 11 12  Ilari, Shamà 2008, p. 18.